# José Raúl Capablanca
José Raúl Capablanca y Graupera, allmänt kallad Capablanca eller kort och gott Capa, född 19 november 1888 i Havanna, död 8 mars 1942 i New York, USA, var en kubansk schackspelare. Han var världsmästare i schack mellan 1921 och 1927.

## Schackkarriär

### Tidiga framgångar
Capablanca kom 1905, 17 år gammal, till USA för att studera vid Columbia University. Han blev där känd som en framstående spelare, i synnerhet sedan han 1909 besegrat Frank Marshall, som vid den tiden troligtvis var USA:s starkaste spelare, och åtminstone en av de tjugo bästa i världen. 
År 1911 vann Capablanca oväntat turneringen i San Sebastián mot några av världens starkaste spelare. 1914 deltog han i turneringen i Sankt Petersburg, en av de starkaste genom tiderna, där så gott som samtliga top 10-spelare deltog, bland dem världsmästaren Emanuel Lasker. Capablanca slutade tvåa, en halv poäng efter Lasker.

### Världsmästare
1921 mötte han Lasker igen, denna gång i en match om världsmästartiteln. Efter att ha förlorat fyra partier och spelat tio remier lämnade Lasker walk over på grund av dålig hälsa, och Capablanca erhöll titeln. Mellan 1916 och 1923 spelade Capablanca 63 turnerings- eller matchpartier utan att förlora ett enda, vilket alltså även inkluderar partierna i titelmatchen. Man undrade om Capablanca var en maskin, omöjlig att besegra.
Capablanca behöll sin titel till år 1927, då han mötte en motiverad och väl förberedd Alexander Aljechin. Den dåligt förberedde Capablanca, troligtvis underskattande sin motståndare, såg sig besegrad i en match om först till sex segrar; en serie partier med sex förluster, tre vinster, och hela 25 remier.

### Efter tiden som världsmästare

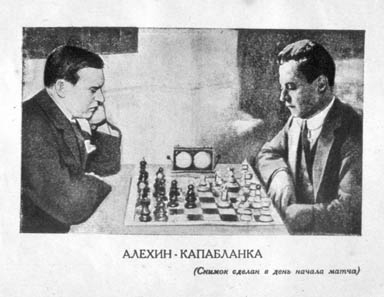
Capablanca (till höger) möter Aljechin år 1927.

Under resten av sitt liv försökta Capablanca få till stånd en returmatch. Emellertid utkrävdes en tämligen hög garanterad summa pengar från utmanarens sida för att Aljechin skulle ställa upp. I och med den stora depressionen i slutet av 1920-talet blev det svårt att finna finansiärer, vilket gjorde att någon returmatch aldrig kom till stånd. Det fanns även andra försvårande skäl för att ordna en returmatch, bland annat var Capablanca vid den tiden anställd som ambassadör för Kubas regering.
Under en turnering 1938 drabbades Capablanca av ett mindre slaganfall, men lyckades ändå slutföra turningen – visserligen spelade han långt under sin normala förmåga. Han led av högt blodtryck, vilket slutligen ledde till hans död efter en andra stroke på Manhattan Chess Club år 1942.

## Spelstil
Det som framförallt utmärkte Capablanca var hans naturliga förståelse för schackspelet. Ofta sägs det att han aldrig studerade schack, knappt läste en bok. Spelöppningskunskap ansåg han inte så viktigt – hans största styrka låg däremot i slutspelet. 

## Böcker
Capablanca skrev flera arbeten i schack, bland annat My chess career. Hans två läroböcker A Primer of Chess och framförallt Chess Fundamentals betraktas ofta som två av de mest instruktiva schackböcker som någonsin skrivits.